# 无政府主义联合会国际

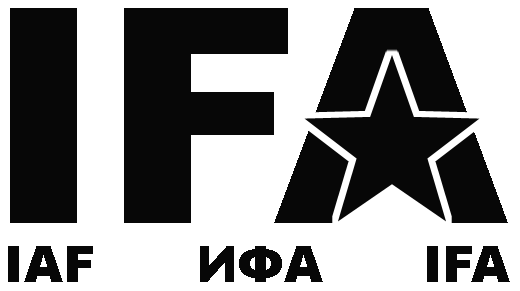
无政府主义联合会国际标志

无政府主义联合会国际（英語：International of Anarchist Federations，缩写为IAF）是一个无政府主义国际组织，奉行综合无政府主义和无政府共产主义路线。1968年，国际无政府主义会议在意大利卡拉拉召开，会上宣布成立无政府主义联合会国际。该组织与另一个无政府主义国际组织国际工人协会保持着紧密联系。

## 成员
- 阿根廷 阿根廷自由意志联合会（英语：Argentine Libertarian Federation）
- 白俄羅斯 白俄罗斯无政府主义黑十字
- 保加利亚 保加利亚无政府主义联合会
- 巴西 巴西无政府主义联邦主义倡议
- 英国  愛爾蘭 无政府主义联合会（英语：Anarchist Federation）
- 捷克  斯洛伐克 捷克斯洛伐克无政府主义联合会
- 法國  比利时 无政府主义联合会（英语：Anarchist Federation (France)）
- 希腊 无政府主义政治组织
- 德国  瑞士 德语区无政府主义者联盟
- 義大利 意大利无政府主义联合会（英语：Italian Anarchist Federation）
- 西班牙  葡萄牙 伊比利亚无政府主义联合会
- 斯洛維尼亞   争取无政府主义组织联合会
- 墨西哥 墨西哥无政府主义联合会

## 前成员
- 智利 南智利无政府主义者联合会